# 岸本好弘
岸本 好弘（きしもと よしひろ、1959年1月22日 - ）は、兵庫県姫路市生まれのゲームクリエイター。元東京工科大学メディア学部特任准教授。学士（理学）。「ファミスタの父」、または食通としてメディアに紹介される場合がある。東京都大田区在住。
別名義は「きっしい」。ほかに、「きつしい」「KISSIE」「KISSY」という表記もある。過去にこれらの名称が作品にクレジットされていた。初期は「KISSY」表記だったが、1987年頃から「KISSIE」表記が、1988年頃から「きっしい」「きつしい」表記が見られるようになった。1995年頃から本名がクレジットされるようになっている。きっしい・KISSYの名は、自身の運営するウェブサイトでもハンドルネームとして使用している。

## 来歴・人物
京都産業大学理学部卒業。1982年にナムコ入社。最初に手がけた作品は『パックランド』。1986年に『プロ野球ファミリースタジアム』（ファミスタ）を発売し、ミリオンセラーに。その後、『ファミスタシリーズ』のほか、『Jリーグサッカー プライムゴール』などを手がけ、2001年3月退社。2002年コーエーに入社。歴史ゲームやそれに関連するイベントの企画を手掛けていた。2010年7月コーエー退社。2012年より東京工科大学メディア学部特任准教授に就任。2017年に退任。2018年より「遊びと学び研究所」を設立し、ゲーミフィケーションデザイナーとして活動。

### ファミスタシリーズ開発者として
1992年以降のシリーズは日本野球機構公認により球団・選手が実名で登場するようになったが、ゲーム内容自体について必ずしも現実のプロ野球に近付けることはしない意向を示していた。また、1995年発売の『スーパーファミスタ4』から一部作品で本拠地球場という現実のプロ野球では当たり前となっている概念を導入したが、実在球団の本拠地が実名ではない架空の球場であったことも、後に「コミカルな架空の世界を舞台にしているつもり」であることを理由に挙げている。
1994年の『実況パワフルプロ野球'94』からさまざまなコンピュータスポーツゲーム作品で実況音声が取り入れられるようになったが、自身の関わるファミスタ作品では実況音声が取り入れられなかった。これについて『ファミスタ64』開発当時のインタビューで「実況は付いているのですか?」という質問に対し、実況の付いているゲームを「テレビで見る（テレビから見た）野球」と例えた上で「ファミスタは球場で見る（球場から見た）野球」というコンセプトを明らかにしながら、「プレイに集中してもらいたい」という旨の発言をしている。
『ファミスタ64』のラジオCMに「KISSIE（きっしい）」名義で自ら出演し、「寅さん（男はつらいよシリーズ）のように作り続けていきたい」という旨の発言をした（それ以前のインタビューでも同様の発言をした）。
2007年12月21日、プロ野球ファンの集うトークライブイベント『プロ野球ナイト#24』に「ファミスタの父」としてゲスト出演。ファミスタ1作目について「パ・リーグの選手を知ってもらいたいから作った」という旨の発言をした。

### 趣味
趣味は草野球、野球観戦、旅行、食べ歩き。
プロ野球は、初代ファミスタ開発当時に研究のため、川崎球場のロッテ・オリオンズ戦を観に行ったころからの千葉ロッテマリーンズファン（外部リンク『アナタとワタシのナムコ伝』も参照）。
自身の結成した草野球チーム「ゴールデンアームボンバーズ」のユニフォームは、『ファミスタシリーズ』に登場する架空のプロ野球チーム「ナムコスターズ」と同じく赤を基調とした上着を着用している。また、帽子は現在は黒を基調としたデザインだが、過去に赤を基調とした帽子も着用しており、概ね『ファミスタ64』以降のスターズのユニフォームの青色部分を黒に置き換えたようなスタイルだった（自身の個人サイト内プロフィールページでその写真がみられる）。

#### 食通として
オムライス好きであることから、1996年6月にウェブサイト『きっしいのオムライス大好き!?』を開設（オムライスを主題としているが、他の好物であるうどんや趣味である旅・野球観戦などについても記載している）。オムライス通としてたびたび雑誌でも登場する。
また、ナムコ時代にはラーメン好きが興じて、1998年8月から退社する2001年にかけて社内クラブ活動「ナムコらーめんくらぶ」を主宰していたことがある（外部リンク参照）。『TVチャンピオン』のラーメン選手権に出場したこともある。

## 詳細情報

### 主な作品
ナムコ時代
- パックランド
- バラデューク
- トイポップ ※「KISSY」名義
- ファミスタシリーズ
  - ファミコン版 ※1作目のみ「KISSY」、以降は「KISSIE」「きつしい」「きっしい」名義。
  - プロ野球ワールドスタジアム（アーケード版・PCエンジン版）
  - ゲームボーイ版
  - スーパーファミコン版 ※「KISSIE」（1・2）「きっしい」（3）「岸本好弘（きっしい）」名義（4）
  - ファミスタ64 ※チーフディレクター
- スター・ウォーズ ※「KISSIE」名義
- Jリーグサッカー プライムゴールシリーズ（スーパーファミコン版）
- 鉄拳カードチャレンジ（バンダイ発売・ナムコ開発） ※開発チーフ。「YOSHIHIRO KISHIMOTO」名義
- 攻めCOMダンジョン ドルルルアーガ ※ゲームデザイン

コーエー時代
- 真・三國無双DS ファイターズバトル ※アメリカ版「Dynasty Warriors DS: Fighter's Battle」のローカライズプロデューサーを担当。「YOSHIHIRO KISHIMOTO」名義[14]

### 著書
- ゲームはこうしてできている クリエイターの仕事と企画術（SBクリエイティブ、2013年9月25日） ISBN 9784797372267

### イベント
- プロ野球ナイト

先述参照
- 戦国武将祭

コーエーの歴史ゲーム（信長の野望シリーズ・三國無双シリーズ）と連動したイベント（2010年3月6日・7日、さいたまスーパーアリーナで開催）。ディレクターとしてかかわる。

### 放送メディアの登場
テレビ番組
- TVチャンピオン

1998年1月1日放送の「日本一うまいラーメン決定戦」ほか、「ラーメン選手権」での出演。
- 王様のブランチ

2001年2月17日放送分で、ナムコらーめんくらぶ会長として出演。
- はなまるマーケット

2010年5月5日放送分の「とくまる」コーナーにおいて、オムライス評論家として「岸本義弘」名義で出演。おすすめのオムライス店を紹介。
- ウラマヨ!

2021年2月6日放送分で、オムライス研究所 所長としてリモート出演。番組最後にクイズがありファミスタの父として紹介された。
ラジオCM
- ファミスタ64

先述参照

### 新聞・雑誌
- 週刊プレイボーイ 1996年12月3日号

掲載記事「素晴らしき野球ゲームの世界」にて、初代ファミスタの開発秘話として、上記の川崎球場でのロッテ戦観戦エピソードが紹介された。
- ファミ通PS

1998年頃に、同誌「ナムコスポーツ」内でグルメコラム「きっしいのラーメン紀行」を連載。
- 読売新聞 1999年7月7日付朝刊都民版28面

「メールかわら版」コーナーで、「ラーメン好きが社内クラブ設立」の見出し付きでインタビューを受ける。
- カフェ&レストラン 2008年1月号（2007年12月20日発売）

オムライスとナポリタンについての特集が組まれた際、オムライス食べ歩きサイトの運営者としてインタビューを受けた。
- 週刊現代 2002年11月16日号

「グルメ三賢人座談会・本当にうまい店／オムライス」という対談企画で、犬養裕美子・横川潤とともに登場。
- 週刊現代 2009年6月27日号（同年6月15日発売）

「最先端オムライスの名店東西6」としてオムライスの名店6店を紹介。

## 自身にちなんだキャラクター
制作に関わったゲーム作品には、自身にちなんだキャラクターが登場している場合がある。
- 『バラデューク』（1985年発売）の主人公（1P側キャラクター）は「KISSY」という名前が付いている（後に『ミスタードリラー』シリーズで、主人公ホリ・ススムの母親トビ・マスヨとして、酔うとキス魔になることからKISSYという愛称がつけられるという一面とともに、後付け設定された）。また、隠しキャラクターとして自身の似顔絵が同じくKISSYの名で登場した。
- 『ファミスタシリーズ』の多くの作品で採用されている三頭身キャラクターのモデルといわれている[11]。
- 『プロ野球ワールドスタジアム』のアーケード版には、メジャー球場以外のスコアボードにある審判員欄に「きっしい」の名前が表示される場合がある。
- 『スーパーファミスタ3』（1994年発売）では、チームエディットモードの発掘選手として登場している（登録名は「きっしい」。登録地域は近畿地域。兵庫県出身・34歳・右投げ右打ち・ポジション：三塁手と設定されている）。
- 『ファミスタ64』（1997年発売）では、「君の最強チーム」モードでオリジナルチームを作る際、最初に主人公となる監督兼選手のポジションを野手に設定した場合、投手陣の一番手に「好弘」という名の選手が登録される（最初に設定したポジションが投手の場合、主人公は一番手に入るため、好弘は抹消される）。利き腕・能力などの設定はその都度異なる。
- 東京工科大学特任准教授時代は、「きっしーぐま」という岸本をモデルとしたマスコットキャラクターが存在。LINEスタンプやグッズも販売されている。